# Arno-Lade-Straße (Dresden)

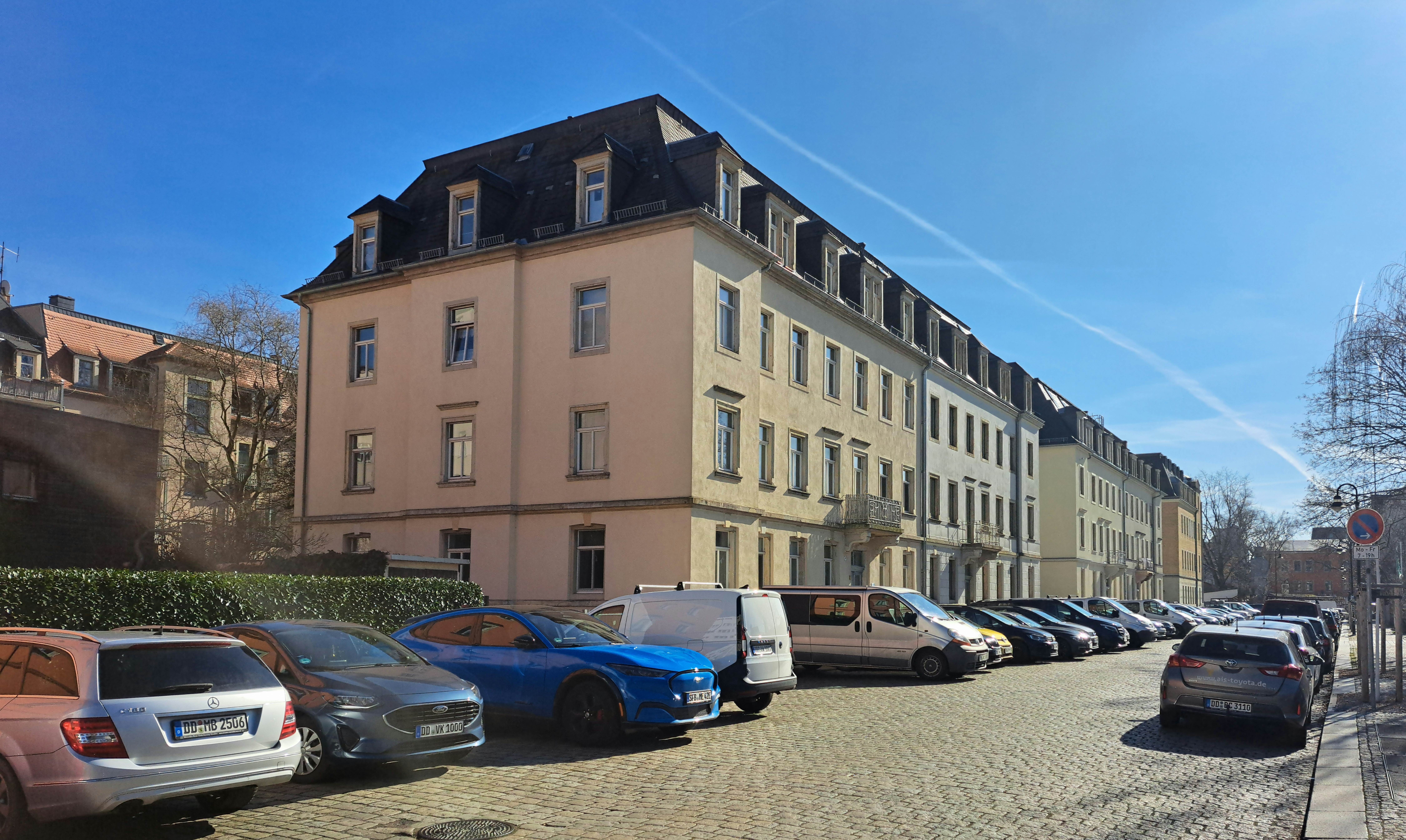
Arno-Lade-Straße, Blick von der Robert-Matzke-Straße

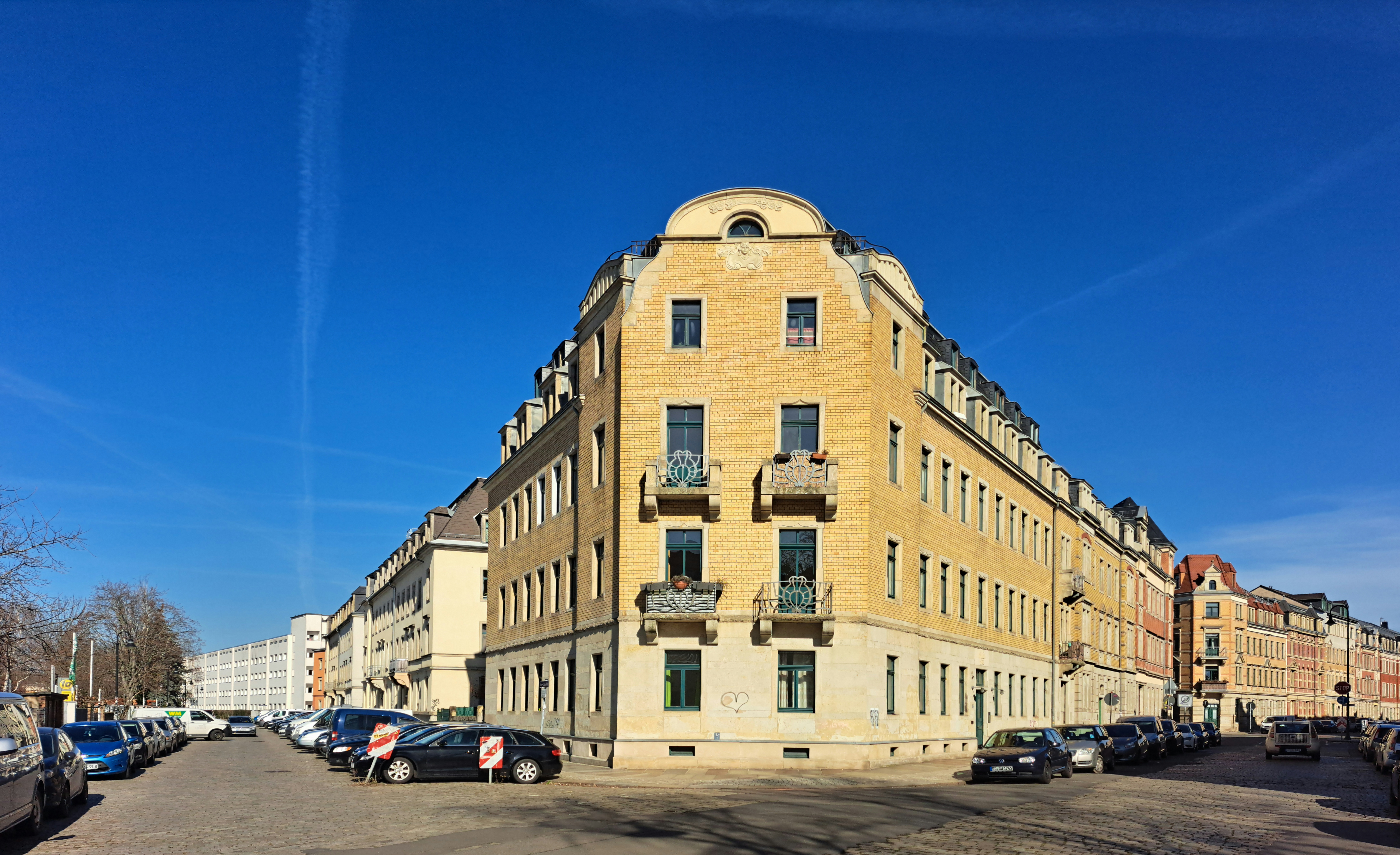
Links Arno-Lade-Straße, Blick von der Mohnstraße

Die Arno-Lade-Straße befindet sich in Pieschen und beginnt an der Mohnstraße, quert die Robert-Matzke-Straße und mündet in die Wurzener Straße gegenüber dem am 2. November 1929 eröffneten Sachsenbad.

## Geschichte
Der Grenzweg zum Pieschener Dorfkern wurde ursprünglich Dorffrieden genannt. Als Dorffrieden bezeichnete man früher den oftmals mit einem Zaun umgebenden Kernbereich des Ortes, in dem besondere Ordnungs- und Rechtsverhältnisse galten. Im Jahr 1904 wurde der breiter werdende Weg zur Yorckstraße. Johann David Ludwig Graf Yorck von Wartenburg (1759–1830) schloss als preußischer Generalmajor 1812 die Konvention von Tauroggen, welche als Auslöser der antinapoleonischen Befreiungsbewegungen in Deutschland gilt.
Mitte der 1920er Jahre entstanden zwischen Yorck- und der parallel verlaufenden Rehefelder Straße einige Wohnbauten der GEWOBAG (Nr. 10–22), welche von Hans Richter entworfen wurden. Dazu gehörte auch ein der Wärmeversorgung der Gebäude konzipiertes kleines Heizwerk, eine Zentralwäscherei und mehrere Läden. Richter ist vor allem als Architekt der Trachauer Siedlung bekannt. An der Grundstücksmauer des Hauses Arno-Lade-Straße 9 erinnert eine Sandsteingedenktafel an die Zerstörung des Vorgängerbaus durch einen Brand am 24. Juni 1875. Durch den Richterbau verlängerte sich die Yorkstraße bis zur Wurzener Straße. Im Jahr 1928 war die GEWOBAG-Wohnanlage bezugsfertig. Am 28. Mai 1946 wurde die Yorckstraße in Arno-Lade-Straße umbenannt. Arno Lade (1892–1944) wohnte in Pieschen auf der Wurzener Straße 12. Er war seit 1919 Mitglied der KPD und von 1924 bis 1933 Stadtverordneter der KPD-Fraktion. Jetzige Eigentümer und Verwalter sind seit April 2006 die GAGFAH GROUP Dresden, dazu hat sich heutzutage der Name Arno-Lade-Block eingebürgert. Arno-Lade-Straße 7, Wohnhaus, Seitengebäude und Scheune eines kleinen Bauernhofes, das Wohnhaus mit Fachwerk im Obergeschoss, markantes Zeugnis der ländlichen Architektur und Volksbaukunst seiner Zeit, zudem Teil eines im Stadtgebiet von Dresden in Teilen erhaltenen alten Dorfkerns, baugeschichtlich und stadtentwicklungsgeschichtlich bedeutend. Von dem ehemaligen Bauernhof Altpieschen ist ein Wohn- und ein Wirtschaftsgebäude erhalten. Das zweigeschossige Wohnhaus ist mit Fachwerk im Obergeschoss ausgestattet, besitzt ein Satteldach und liegt giebelständig zur Straße. Arno-Lade-Straße 12, 14, 16, 18, 20 und 22 sind als Sachgesamtheit Wohnblock in Dresden-Pieschen, Wohnanlage der Gemeinnützigen Wohnungsbau AG mit mehreren Einzeldenkmalen und streng funktionalistische Formgebung der Häuserfronten mit glatten Fassaden, Fensterbändern, Loggien und flachen Dächern, Anlage im Sinne des Bauhauses gestaltet, neben anderen Bauten Richters in Dresden bedeutsames Beispiel des Neuen Bauens bzw. der klassischen Moderne in Sachsen, dabei von besonderem baugeschichtlichem und kunsthistorischem Wert, als Teil des Oeuvres von Hans Richter auch künstlerisch von Belang, bildet mit dem Sachsenbad und der unmittelbar gegenüber liegenden Bibliothek zudem ein stadtentwicklungsgeschichtlich unverwechselbares Ensemble von außerordentlicher städtebaulicher Bedeutung. Die Liste der Kulturdenkmale in Pieschen (A–K) enthält noch weitere Gebäude.

## Baumbestand der Arno-Lade-Straße
Es erfolgten umfangreiche Baumbepflanzungen entlang der Fußwege. Durch die Umgestaltung der Straße wurden einige neue Baumpflanzungen getätigt. Die besonderen Wuchsformen, Ausprägungen und Verwachsungen unterschiedlichster Bäume und Gehölze prägen die Arno-Lade-Straße.
Der Baumbestand besteht aus folgenden dendrologischen Gehölzen:
- Juglans regia (Echte Walnuss)
- Pterocarya species (Flügelnuss)
- Pyrus communis  (Kultur-Birne)
- Acer platanoides (Spitz-Ahorn)
- Acer pseudoplatanus (Berg-Ahorn)
- Fraxinus excelsior (Gewöhnliche Esche)
- Tilia cordata (Winter-Linde)
- Acer campestre (Feld-Ahorn)[6]